# Schmirn
Schmirn is een gemeente in het district Innsbruck Land van de Oostenrijkse deelstaat Tirol.
Schmirn ligt in het Schmirntal, een zijdal van het Wipptal. Het gemeentegebied strekt zich uit van de kern St. Jodok am Brenner, enkele kilometers ten zuiden van Steinach am Brenner, tot aan de bergkam van de Tuxer Alpen met de 3476 meter hoge bergtop Olperer. De gemeente wordt gekenmerkt door een groot aantal verspreid gelegen woonkernen, waarbij de kern Schmirn het centrum van de gemeente vormt. Andere kernen zijn Kasern, Obern, Madern, Glinzen, Hochmark, Wildlahner, Toldern, Siedlung, Egg, Antritt, Aue, Entwasser, Neder, Rohrach, Brandach, Unterwiel, Schmirn-Leite, Lorleswald, Muchnersiedlung en het eerdergenoemde St. Jodok. Het zuidelijke deel van St. Jodok behoort tot de gemeente Vals. Het dal waarin de gemeente gelegen is, wordt doorstroomd door de Schmirnbach, die uitmondt in de Sill.
Het Schmirntal werd in 1249 voor het eerst vermeld als Vallis Smurne. In 1811 werd het een zelfstandige gemeente. Vanaf Kasern aan het einde van het dal loopt een weg over de pas Tuxer Joch naar Hintertux (in het Zillertal), dat tot 1926 tot de gemeente Schmirn hoorde. De gemeente wordt gekenmerkt door kleinschalige landbouwbedrijven, welke een nevenactiviteit vormen voor de bewoners, die veelal werkzaam zijn buiten Schmirn. De gemeente is via het station St. Jodok aangesloten op de Brennerspoorlijn.

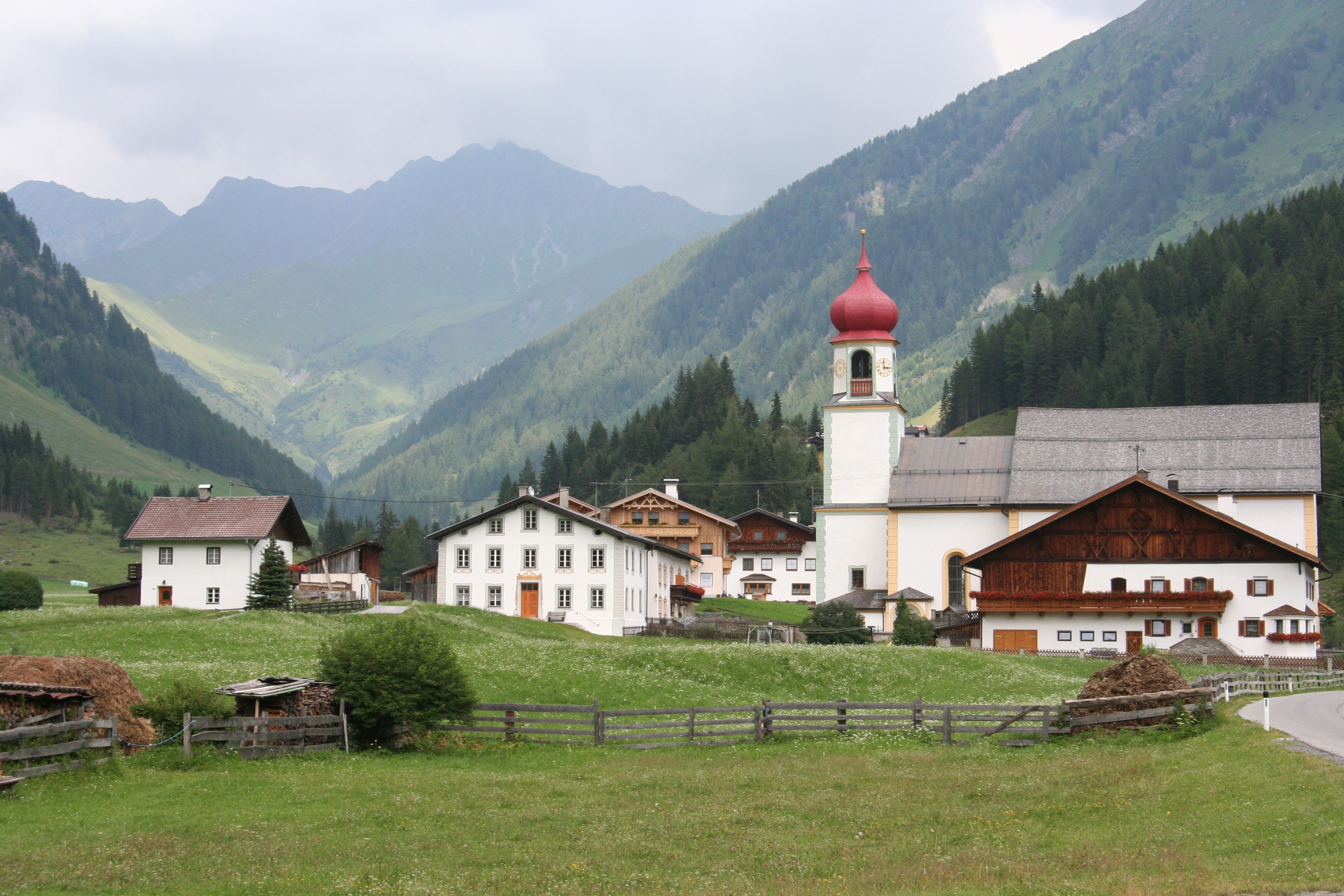
Schmirn